# Ruda Talubska (gmina)
Ruda Talubska – dawna gmina wiejska istniejąca w XIX wieku w guberni siedleckiej. Siedzibą władz gminy była Ruda Talubska.
Za Królestwa Polskiego gmina Ruda Talubska należała do powiatu garwolińskiego w guberni siedleckiej.
Gmina została zniesiona w 1874 roku, a z jej obszaru oraz z obszaru zniesionej gminy Unin utworzono nową gminę Górzno.